# Post
Post（或是Post.news），是源於美國一個類似Twitter的社交媒體平台，於2022年11月首次推出，在馬斯克收購Twitter後崛起。

## 發展历史
2022年11月15日，前Google旗下導航軟體位智的執行長Noam Bardin在Twitter上公布推出Post網站，並進入封閉測試；當時共有65萬人在等待名單上，其中43萬人實際創建了帳戶，這使得出版商開始關注。
在Post進入公開測試階段時，Twitter正在取消出版商的驗證標章，這讓不少出版商轉而與Post合作。
Noam Bardin更聲稱，該Post已經從Andreessen Horowitz以及紐約大學教授，兼科技評論家史考特·蓋洛威那裡獲得了一筆未公開金額的資金。

### 帳號驗證機制
目前Post可以对有冒名顶替风险的账户进行人工验证。出版商、组织和值得注意的个人/公众人物（即政治家、记者、Post員工和名人）才有资格被验证。一旦获得批准，经过验证的账户将在其个人资料图片上收到一个蓝色驗證徽章。

## 功能
Post並不完全與Twitter相似，而是建構一個平台，讓出版商可以透過用戶為閱讀單篇新聞，支付少量金額，獲得收入。

## 營運
Post的母公司Post Media, Inc為在美國紐約註冊的公司。

## 已驗證的新聞媒體[5]
- 路透社
- NBC News
- 英國獨立報
- 今日美國
- 雅虎財經頻道
- 波士頓環球報
- 商業內幕
- 麻省理工科技評論
- 財星
- ProPublica
- 洛杉磯時報
- 舊金山紀事報
- 呷新聞

## 外部連結
- 官方网站（英文）
- Post的X（前Twitter）